# 埃克斯特河
52°11′25″N 9°5′6.1″E / 52.19028°N 9.085028°E

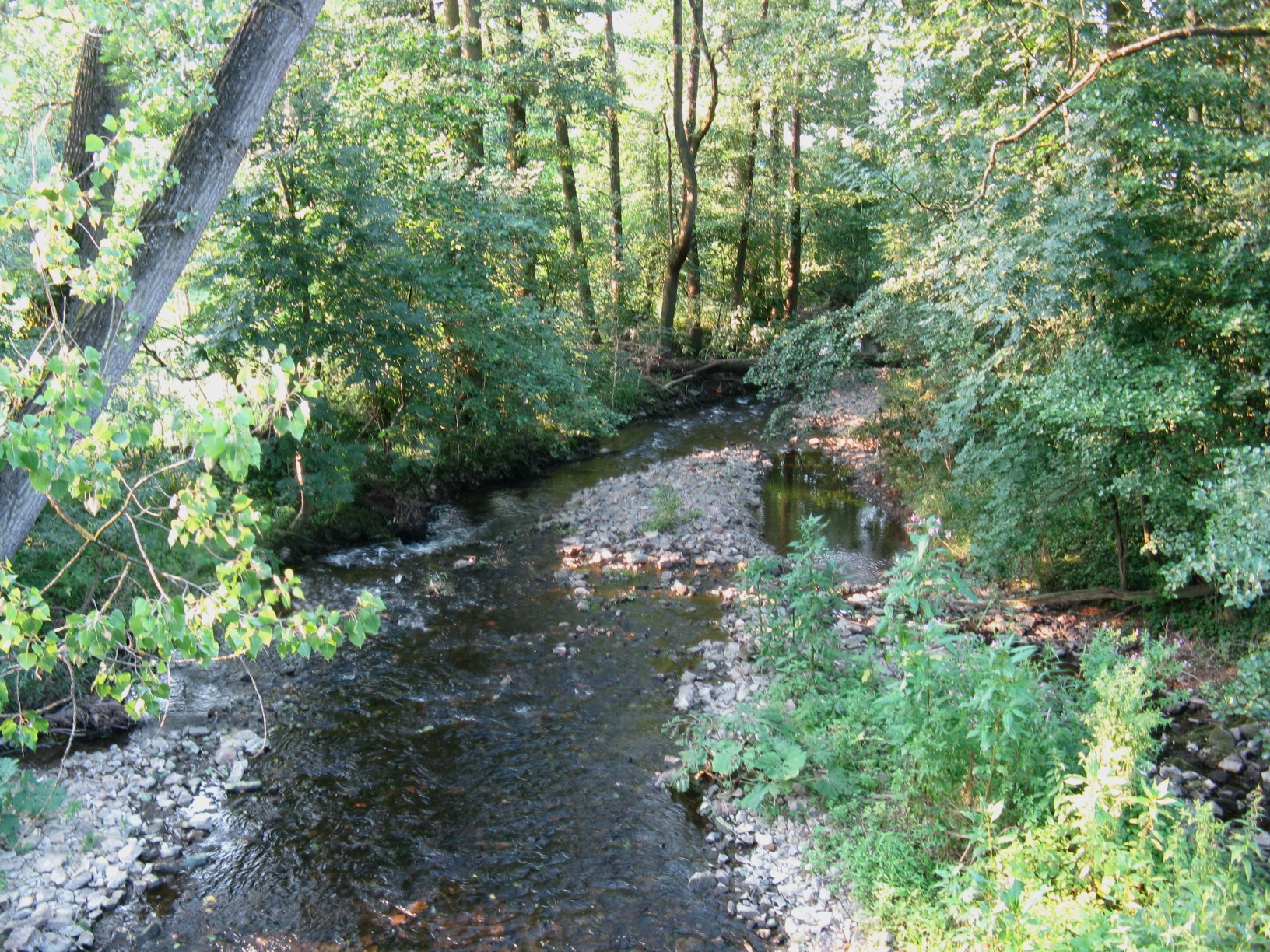

埃克斯特河（德語：Exter），是德國的河流，位於該國西部，流經北萊茵-威斯特法倫州和下薩克森州，屬於威悉河的左支流，河道全長26公里，流域面積109平方公里。